# Коныстану
Коныстану (каз. Қоныстану) — село в Кзылкогинском районе Атырауской области Казахстана. Входит в состав Тасшагильского сельского округа. Код КАТО — 234855300.

## Население
В 1999 году население села составляло 339 человек (178 мужчин и 161 женщина). По данным переписи 2009 года в селе проживало 112 человек (64 мужчины и 48 женщин).